# Sankt Johannes Sogn (Aarhus)
 For alternative betydninger, se Sankt Johannes Sogn. (Se også artikler, som begynder med Sankt Johannes Sogn)
Sankt Johannes Sogn er et sogn i Århus Domprovsti (Århus Stift). Sognet ligger i bydelen Trøjborg i Aarhus.
I 1904 inden Sankt Johannes Kirke (Aarhus) blev indviet i 1905, blev Sankt Johannes Sogn (Aarhus) oprettet. Det blev udskilt fra Århus Domsogn, der lå i Aarhus købstad, som geografisk hørte til Hasle Herred i Aarhus Amt. Ved kommunalreformen i 1970 blev købstaden kernen i Aarhus Kommune.
Sankt Markus Sogn (Aarhus), der blev oprettet i 1935, hvor Sankt Markus Kirke (Aarhus) blev indviet, blev til dels udskilt fra Sankt Johannes Sogn.
Christians Sogn (Aarhus Kommune), der blev oprettet i 1943 længe før Christians Kirke (Aarhus) blev indviet i 1959, blev også udskilt fra Sankt Johannes Sogn.
I Sankt Johannes Sogn findes følgende autoriserede stednavne: 
- Christiansbjerg (bebyggelse)
- Den Permanente (station)
- Riis Skov (areal)
- Østbanetorvet (station)